# Warrenton (Missouri)
Warrenton – miasto w Stanach Zjednoczonych, w stanie Missouri, siedziba administracyjna hrabstwa Warren.